# Fort Pierce
Fort Pierce es una ciudad ubicada en el condado de Santa Lucía en el estado estadounidense de Florida. En el Censo de 2010 tenía una población de 41.590 habitantes y una densidad poblacional de 605,66 personas por km².

## Geografía
Fort Pierce se encuentra ubicada en las coordenadas 27°25′49″N 80°20′9″O / 27.43028, -80.33583. Según la Oficina del Censo de los Estados Unidos, Fort Pierce tiene una superficie total de 68.67 km², de la cual 53.28 km² corresponden a tierra firme y (22.42%) 15.39 km² es agua.

## Demografía
Según el censo de 2010, había 41.590 personas residiendo en Fort Pierce. La densidad de población era de 605,66 hab./km². De los 41.590 habitantes, Fort Pierce estaba compuesto por el 45.34% blancos, el 40.87% eran afroamericanos, el 0.61% eran amerindios, el 0.85% eran asiáticos, el 0.06% eran isleños del Pacífico, el 9.56% eran de otras razas y el 2.71% pertenecían a dos o más razas. Del total de la población el 21.65% eran hispanos o latinos de cualquier raza.